# Zdeněk Ceplecha
Zdeněk Ceplecha (27. ledna 1929 Praha – 4. prosince 2009) byl český astronom. Věnoval se sledování meteorů. Jako první na světě vypočítal dráhu pozorovaného bolidu, na základě čehož byly později úlomky meteoritu skutečně nalezeny. Svou prací přispěl k tomu, že v tomto oboru je česká věda na špičce světového výzkumu.

## Vědecká činnost
Zdeněk Ceplecha se během svých studií na reálném gymnáziu v Praze-Michli začal již v 11 letech zajímat o geologii a anorganickou chemii; o dva roky později pak i o astronomii. V 15 letech byl přijat za člena tehdejší České astronomické společnosti a postupně začal vynikat jako amatérský astronom při pozorování Slunce a meteorů.
Zabýval se především matematickými výpočty jejich dráhy.
Promoval v roce 1952 na Přírodovědecké fakultě Univerzity Karlovy, ale ještě před promocí nastoupil v roce 1951 do svého prvního a jediného zaměstnaní – Astronomického ústavu Akademie věd na Ondřejově. Zde začal pod vedením dvou významných astronomů – Vladimíra Gutha (1905–1980) a Františka Linka (1906–1984) – vytvářet národní síť pro sledování bolidů.

### Meteorit Příbram
Největšího úspěchu dosáhl Zdeněk Ceplecha již v začátcích své vědecké činnosti, kdy se mu 7. dubna 1959 na základě snímků z 2 bolidových kamer podařilo spočítat dráhu velmi jasného bolidu později nazvaného Příbram. Odhadl také místo jeho dopadu a podle jeho údajů se podařilo najít 4 úlomky tohoto meteoritu. Šlo o první případ na světě, kdy byl nalezen meteorit na základě pozorování a výpočtu jeho dráhy. Zároveň Zdeněk Ceplecha spočítal i dráhu původního tělesa ve sluneční soustavě. Takto se podařilo poprvé na světě prokázat původ meteoritu v hlavním pásu planetek.
Tento obrovský úspěch podnítil další rozšiřování národní bolidové sítě, která se postupně rozrostla na 10 bolidových kamer. Přidávaly se i další okolní státy a vznikla tak evropská bolidová síť. Zároveň se tím Zdeněk Ceplecha stal velmi významnou osobností mezinárodního astronomického dění.

### Další výzkum meteoritů
Zdeněk Ceplecha postupně své pracoviště – oddělení meziplanetární hmoty – vyzvedl na současnou světovou úroveň. V roce 1956 zde obhájil disertaci (získal titul CSc) a o 11 let později dosáhl hodnosti doktora věd (DrSc). Jeho soustavné sledování bolidů umožnilo zásadním způsobem zlepšit naše znalosti o průletu meteoroidů zemskou atmosférou, o mechanismu jejich rozpadu aj. Ze svých dlouholetých pozorování odhadl dr. Ceplecha zatím nejlepší údaj o celkovém přírůstku hmotnosti Země vlivem meteorů – 150 000 tun za rok.
I po formálním odchodu do důchodu byl Zdeněk Ceplecha vědecky činný. V posledních letech např. v roce 2005 uveřejnil vědeckou práci, kde vysvětluje tzv. hmotnostní paradox meteoroidů.
Byla to jeho 177. vědecká práce, čímž se řadí k našim předním astronomům.

### Pedagogická činnost
Zdeněk Ceplecha vychoval mnoho českých astronomů. Jeden z nich – Pavel Spurný – pokračuje v jeho činnosti jako vedoucí oddělení mezihvězdné hmoty v Astronomickém ústavu; další – Jiří Borovička – je předsedou Rady tohoto ústavu.

## Ocenění
Zdeněk Ceplecha získal mnoho českých i mezinárodních ocenění. Z nich je velmi významná např. cena George P. Merrilla od Americké národní akademie (rok 1984) nebo Zlatá medaile ČSAV za zásluhy ve fyzikálních vědách (1989).. Ke sklonku svého života obdržel od Akademie věd ČR nejvyšší vyznamenání De scientia et humanitate optime meritis a dne 28. října 2009 od prezidenta Václava Klause Medaili Za zásluhy II. stupně. Tato vyznamenání si vzhledem ke svému zdravotnímu stavu již nemohl osobně převzít.
Je také čestným členem České astronomické společnosti.
V roce 2004 od ní obdržel významné ocenění – Nušlovu cenu.
Po Zdeňku Ceplechovi je pojmenována planetka (2198) Ceplecha , objevená v roce 1975 na Harvard Observatory.

## Členství v organizacích
Ocenění se Zdeňkovi Ceplechovi dostalo i na mezinárodním poli, kdy se v roce 1964 stal místopředsedou 22. komise pro meteory. Na zasedání Mezinárodní astronomické unie v Praze v roce 1967 byl pak zvolen předsedou této komise.
Byl také zakládajícím členem Učené společnosti České republiky.